# Método da variação de parâmetros
O método da Variação de Parâmetros ou Método de Lagrange é usado para encontrar uma solução particular de uma equação diferencial não homogênea. Consiste em supor que as constantes (parâmetros) presentes na solução geral da equação homogênea associada são funções da variável independente e impor que esta nova função seja uma solução particular da EDO.
A principal vantagem do método está no fato dele ser um método geral, podendo ser aplicado a qualquer equação sem que se saiba inicialmente a forma da solução.

## Metodologia
O método consiste em obter a solução geral da equação homogênea associada e substituir as constantes presentes por duas funções {\displaystyle u(x)} e {\displaystyle v(x)} e impor que esta nova função {\displaystyle y(x)=u(x)y_{1}+v(x)y_{2}} seja solução particular da equação.
A partir disto, determinar {\displaystyle u(x)} e {\displaystyle v(x)} e consequentemente a solução particular.

### Etapas do método
- Resolver o sistema pela Regra de Cramer

Seja a EDO de 2ª ordem:
{\displaystyle y''+p(t)y'+q(t)y=g(t)}, (1)
em que p(t), q(t) e g(t) são contínuas em um intervalo aberto I.
- Solução da EDO homogênea associada

Supor já ser conhecida uma solução geral da equação homogênea {\displaystyle y''+p(t)y'+q(t)y=0} (2) associada à equação não homogênea (1).
Considerar que {\displaystyle y_{1}} e {\displaystyle y_{2}} formam um conjunto fundamental das soluções para a equação (2).
- Variação dos parâmetros

O método consiste em supor que:
{\displaystyle y=u_{1}(t)y_{1}(t)+u_{2}(t)y_{2}(t)} (3)
Derivando a função y em relação a t temos:
{\displaystyle y'=(u_{1}y_{1})'+(u_{2}y_{2})'=u'_{1}y_{1}+u_{1}y'_{1}+u'_{2}y_{2}+u_{2}y'_{2}}
- Impor uma condição

A condição que se deve impor é que a soma dos termos envolvendo {\displaystyle u'_{1}(t)} e {\displaystyle u'_{2}(t)} seja igual a zero.
Para determinar u(t) e v(t) podemos impor esta condição pois após substituir {\displaystyle y_{P}} na equação obtém-se uma única equação envolvendo alguma combinação de {\displaystyle u_{1}(t)} e {\displaystyle u_{2}(t)} e suas primeiras e segundas derivada.
{\displaystyle u'_{1}y_{1}+u'_{2}y_{2}=0} ⇒ {\displaystyle y'=u_{1}y'_{1}+u_{2}y'_{2}} (4)
Derivando :{\displaystyle y''=u'_{1}y'_{1}+u_{1}y''_{1}+u'_{2}y'_{2}+u_{2}y''_{2}} (5)
- Substituir as equações na EDO

Substituindo as equações (3), (4) e (5) em (1), obtemos:
{\displaystyle u'_{1}y'_{1}+u_{1}y''_{1}+u'_{2}y'_{2}+u_{2}y''_{2}+p(t)[u_{1}y'_{1}+u_{2}y'_{2}]+q(t)[u_{1}(t)y_{1}(t)+u_{2}(t)y_{2}(t)]=g(t)}
Simplificando:
{\displaystyle u_{1}(y''_{1}+py'_{1}+qy_{1})+u_{2}(y''_{2}+py'_{2}+qy_{2})+u'_{1}y'_{1}+u'_{2}y'_{2}=g(t)} (6)
com
{\displaystyle (y''_{1}+py'_{1}+qy_{1})=0} e {\displaystyle (y''_{2}+py'_{2}+qy_{2})=0}
Como {\displaystyle y_{1}} e {\displaystyle y_{2}} são soluções da homogênea associada, seque que a equação (6) se reduz a:
{\displaystyle u'_{1}y'_{1}+u'_{2}y'_{2}=g(t)}
Em suma, tem-se o seguinte sistema:
{\displaystyle \left\{{\begin{matrix}u'_{1}y_{1}+u'_{2}y_{2}=0\\u'_{1}y'_{1}+u'_{2}y'_{2}=g(t)\end{matrix}}\right.}
Este sistema possui solução única em {\displaystyle u'_{1}} e {\displaystyle u'_{2}}, pois o {\displaystyle W(y_{1},y_{2})(t)}≠{\displaystyle 0}
- Resolver o sistema (pela Regra de Cramer)

Temos:
{\displaystyle u'_{1}(t)={\frac {\begin{vmatrix}0&y_{2}\\g(t)&y'_{2}\end{vmatrix}}{W(y_{1},y_{2}(t))}}}
e
{\displaystyle u'_{2}(t)={\frac {\begin{vmatrix}y_{1}&0\\y'_{1}&g(t)\end{vmatrix}}{W(y_{1},y_{2}(t))}}}
em que {\displaystyle W(y_{1},y_{2}(t))} é o Wronskiano.
Daí,
{\displaystyle u'_{1}={\frac {-y_{2}g(t)}{W(y_{1},y_{2}(t))}}} e {\displaystyle u'_{2}={\frac {y_{1}g(t)}{W(y_{1},y_{2}(t))}}}
Integrando as duas expressões, temos então:
{\displaystyle u_{1}(t)=-\int {\frac {y_{2}g(t)}{W(y_{1},y_{2}(t))}}dt+c1}
e
{\displaystyle u_{2}(t)=\int {\frac {y_{1}g(t)}{W(y_{1},y_{2}(t))}}dt+c2}
Logo, uma solução geral para a equação (1) é:
{\displaystyle y(t)=y_{c}+Y=c_{1}y_{1}+c_{2}y_{2}+u_{1}(t)y_{1}+u_{2}(t)y_{2}}

## Exemplo
Seja a Equação diferencial ordinária {\displaystyle y''+y=tg(t)} (1.1).
{\displaystyle y_{H}=e^{\alpha t}=>y'_{H}=\alpha e^{\alpha t}=>y''_{H}=\alpha ^{2}e^{\alpha t}}
Substituindo na EDO (1.1):
{\displaystyle y''+y=\alpha ^{2}e^{\alpha }t+e^{\alpha }t=0} ⇒ {\displaystyle \alpha =i} e {\displaystyle \alpha =-i}
Logo, a solução da homogênea é {\displaystyle y_{H}=A\cos t+Bsent} com A e B constantes.
Substituir {\displaystyle A=u(t)} e {\displaystyle B=v(t)}
Logo, a solução particular será
{\displaystyle y_{P}=u(t)\cos t+v(t)sent}
Agora, deve-se derivar a equação acima em relação à variável t. Temos então:
{\displaystyle y'_{P}=u'(t)\cos t+v'(t)sent-usent+v\cos t}
A condição imposta será:
{\displaystyle u'(t)\cos t+v'(t)sent=0}
Dessa forma,
{\displaystyle y'_{P}=-u(t)sent+v(t)\cos t}
e
{\displaystyle y''_{P}=-u'(t)sent-u(t)\cos t+v'(t)\cos t-v(t)sent}
Substituindo o valor de {\displaystyle y''_{P}} e {\displaystyle y_{P}} na EDO, temos:
{\displaystyle y''_{P}+y_{P}=\tan t} ⇒
{\displaystyle -u'(t)sent-u(t)\cos t+v'(t)\cos t-v(t)sent+u(t)\cos t+v(t)sent} ⇒
{\displaystyle -u'(t)sent+v'(t)\cos t=\tan t}
Temos o sistema:
{\displaystyle \left\{{\begin{matrix}u'\cos t+v'sent=0\\-u'sent+v'\cos t=\tan t\end{matrix}}\right.}
Resolvendo o sistema acima
{\displaystyle u'(t)={\begin{vmatrix}0&sent\\\tan t&\cos t\end{vmatrix}}=-{\frac {sen^{2}(t)}{\cos t}}}
e
{\displaystyle v'(t)={\begin{vmatrix}\cos t&0\\-sent&\tan t\end{vmatrix}}=sent}
Observe que o Wronskiano neste caso tem valor 1. Integrando as equações acima, temos:
{\displaystyle u(t)=\int {\frac {-sen^{2}t}{\cos t}}dt} ⇒ {\displaystyle u(t)=sent-\ln(\sec t+\tan t)}
e
{\displaystyle v(t)=\int sentdt} ⇒ {\displaystyle v(t)=-\cos t}
Assim, uma solução geral para a equação diferencial (1.1) {\displaystyle y''+y=tg(t)} é:
{\displaystyle y=A\cos t+Bsent-\cos t\ln(\sec t+\tan t)}